# 耶和華見證人

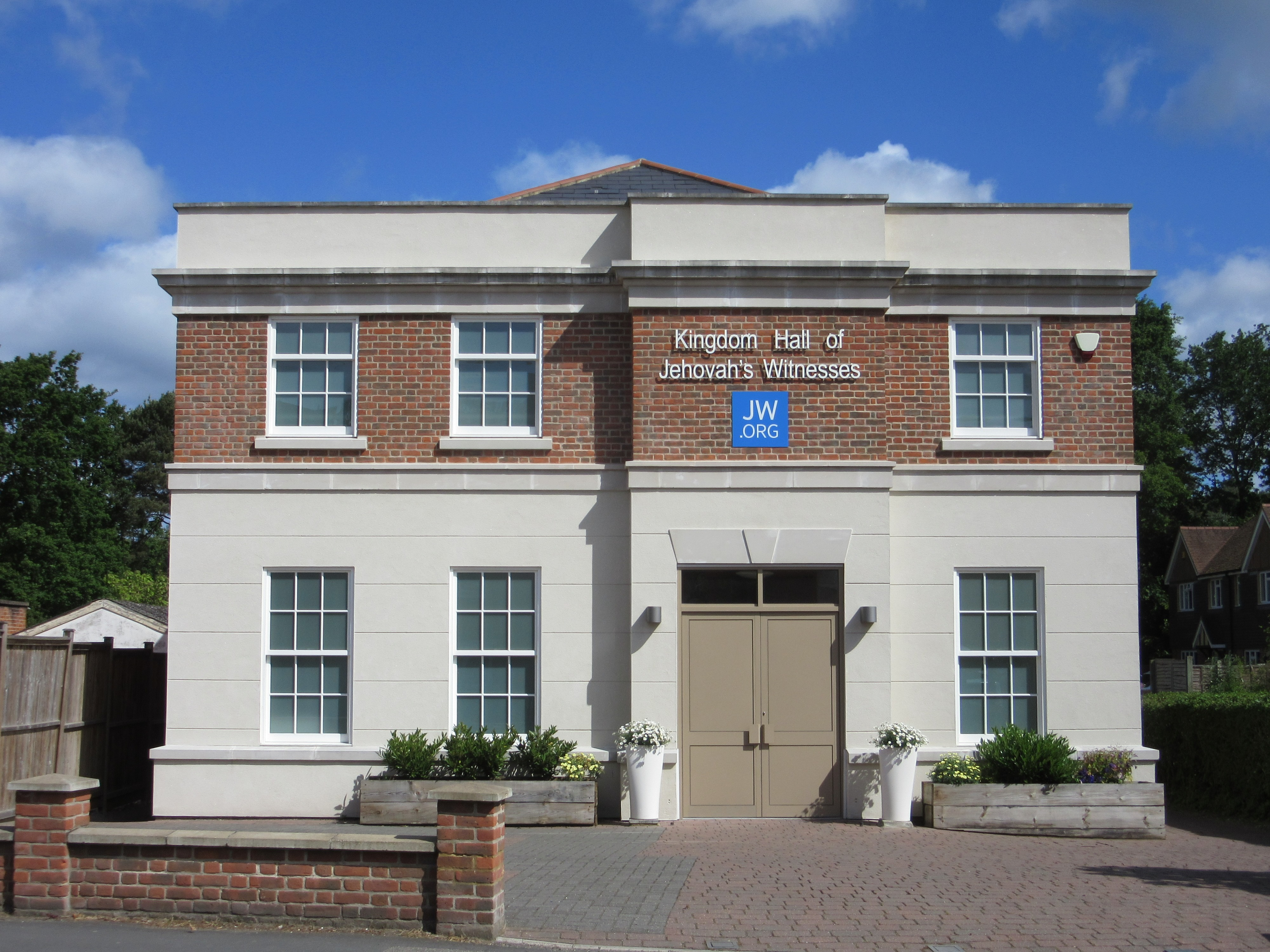
位于英国薩里郡的耶和華見證人聚會所

耶和華見證人（英語：Jehovah's Witnesses），簡稱耶證，是不認可三位一體的基督教系新興宗教，主張千禧年主義与復原主義。由於教義與基督教傳統存有相異之處，其普遍被基督教宗派視為異端。

## 簡介
耶和華見證人的歷史可追溯到1870年代末在美国開始的的“聖經研究者運動”（Bible Student movement）。在1881年，查尔斯·泰兹·罗素在賓夕法尼亞州匹兹堡建立了錫安的守望台書社，當時的追隨者自稱為“聖經研究者”。在1931年一次大會上，組織根據聖經中《以賽亞書 43:10》「耶和華說：『你們是我的見證人，是我所揀選的僕人。』」一句，而取名為「耶和華見證人」。
該團體的最高機構為位於美國紐約布魯克林總部的中央長老團。
耶和華見證人對耶穌基督的理解與傳統的基督教主張存在較大差别，經常強調傳道與上帝的救贖安排。該教派認為整個世界都是被魔鬼（撒但）所控制。，較突出的主張包括拒服兵役、拒絕輸血、拒絕慶祝聖誕節、拒絕賭博、拒絕慶祝生日等等。
耶和華見證人使用的聖經版本是新世界譯本，目前耶和華見證人主要通過逐户传道的方法傳播。

## 历史
耶和华见证人起源自圣经学生运动。1881年，圣经学生运动的一员查尔斯·泰兹·罗素在美国賓夕法尼亞州匹兹堡建立了耶和华见证人团体的前身“锡安的守望台书社”。“耶和华见证人”这一名称直到1931年才正式确定。“耶和华见证人”这一名称取自《圣经》〈以賽亞書〉（依撒意亚书） 43:10：「耶和華說：『你們是我的見證人，是我所揀選的僕人。』」。
耶和华见证人信徒因拒服兵役、拒绝向国旗国徽敬礼等教义而曾与部分世俗政府产生矛盾。
在台灣，耶和華見證人可以選擇服替代役
2017年4月20日俄罗斯联邦最高法院裁示耶和華見證人在俄羅斯的分部是「極端組織」，必須解散且財產充公，對此，耶和華見證人官方称将持續訴訟並且不定期於官方網站公告訴訟情況。

## 教义

圣经研究者运动发展历史图（英语），耶和华见证人为该运动中之分支之一
黑色字：第一次分裂（1909年）、第二次分裂（1916、1919年）、第三次分裂（1928、1931年）
灰色字：国际圣经研究者 守望台社
绿色字：自由的圣经研究者
紫色字：人民的家庭传道
蓝色字：相关的圣经研究者
红色字：耶和华见证人 守望台社

耶和华见证人认为自身的教义充分还原了公元1世纪的早期基督教状态。耶和华见证人承认所有新教承认的圣经正典，并认为这些内容绝对无误。 耶和华见证人的教条由耶和华见证人的治理机构颁布。耶和华见证人的治理机构负责向该团体的信徒解释《圣经》的经文。
耶和华见证人认为其自身反对偶像崇拜，因此不使用十字架、拒绝庆祝圣诞节和复活节、拒绝庆祝生日等等。此外，耶和华见证人信徒禁戒血，不食用血或带血的肉，也完全拒绝献血与输血。耶和华见证人使用的圣经非传统译本，而是该团体的专用版本《新世界译本經讀本》。新世界译本中将《旧约圣经》（希伯来圣经）称为“希伯来语及阿拉米语经卷”，而将《新约圣经》称为“希腊语经卷”。截至2011年末，新世界译本总共出版了106种语言版本。耶和华见证人团体使用的《圣经》新世界译本受到传统基督教教派、希腊文和希伯来文法学者批评。批评者认为耶和华见证人通过新世界译本改变《圣经》內容以适应该团体的教义，翻译本也包含了一些错误和偏差 
。以色列的希伯來文學者本雅明·凯达尔则认为新世界译本中不含有耶和华见证人团体的偏见
耶和华见证人偏好使用“Yahweh”（YHWH）称呼基督教的神，并在该团体专用的新世界译本中多直接用“耶和华”称呼基督教的神。该团体不承认地狱的存在，认为所有不肯悔改的恶人在新世界不会获得永生，而是永远死去，也不承认灵魂不死。耶和华见证人认为耶稣基督已经在1914年在天上登基做王，从那以后世界就处于最後的日子；由于天上的邪灵都被驱逐到地上，所以地球充满罪恶和苦难。耶和华见证人常提到耶和华的名字,「耶和華」這個名字源自一個希伯來語動詞，相信耶稣是上帝的兒子。
耶和華見證人認為「耶穌基督只創立了一個宗教，並沒有如今的那麽多派別」。

### 三位一体问题
耶和华见证人否认三位一体说。该团体认为耶和华是唯一真神、是宇宙的主宰。

### 与世俗政府的关系
耶和华见证人认为“所有政府都是从魔鬼（撒旦）那里得到权柄”，而“上帝容许这些政府存留”。同时他们认为，“如果没有某种形式的政府，社会就不可能存在”，并“遵守马太福音22：21的原则：凯撒之物要还给凯撒，上帝之物要还给上帝”。因此耶和华见证人的信徒拒服兵役、不向国旗与国徽敬礼、拒绝向任何世俗团体或个人宣誓效忠；同时也“在不违反上帝律法的前提下遵从政府的规定”。
耶和華見證人在二戰期間曾成為納粹大屠殺的受害者之一。

## 組織
耶和华见证人团体的领导者是位於美國紐約布魯克林總部的中央長老團，最高领导人是守望台书社的社长（但2000年后社长一职便出缺）。该团体的主要刊物有两本：《守望台》和《警醒!》，两本书都是月刊，且有不同语言版本。部分语言版本的《守望台》和《警醒》带有錄音帶、CD光盘、MP3光盘、盲人點字本。耶和华见证人也发行一些阐述该团体有关圣经观点的读物，例如《辨明聖經的真理》、《親近耶和華》，以及《帶來永生的知識》等等。耶和华见证人会免费发放这些出版物以及他们的圣经新世界译本。
| 任次  | 姓名/國籍                     | 肖像             | 在世期间                       | 任职期间                       | 备注 |
| ----- | ----------------------------- | ---------------- | ------------------------------ | ------------------------------ | --- |
| 第1任 | 查尔斯·泰兹·罗素 · 美国       | 查尔斯·泰兹·罗素 | 1852年2月16日至1916年10月31日  | 1884年12月15日至1916年10月31日 | - 1879年7月，开始出版每月一期的守望台雜誌。 - 任內發生第一次分裂，獨立出另一團體自由的聖經研究者。 - 在逝世前数年所出版的圣经研究系列出品中，都印上翼状太阳圆盘翼状太阳圆盘的图腾、以及逝世後墓地，使用金字塔造型以及十字架和皇冠图腾，引人联想其与共济会有关。 |
| 第2任 | 约瑟夫·富兰克林·卢瑟福 · 美国 |                  | 1869年11月8日至1942年1月8日    | 1916年至1942年1月8日           | - 1917年守望台社長之爭，一些圣经研究者不接受其為合法繼承者，导致了后来的第二次分裂，分別形成保罗·斯·约翰逊所領導的人民的家庭传教运动、教牧圣经学院、黎明圣经研究者協会、聯合聖經研究者、以利亞聲音運動、鷹會等團體獨立出，隨後守望台於出版物譴責離開的成員為「叛離上帝組織的人」。 - 1919年后，耶和华见证人的许多争议从此开始，包括停止使用十字架作标志、停止庆祝圣诞节和生日。 - 1919年10月1日，《黄金时代》杂志（The Golden Age）创刊。 - 1931年7月26日，為了與其他獨立出去的團體做出區別，其跟隨者在俄亥俄州哥伦布的一个会议上采用了耶和华见证人之新名稱。 |
| 第3任 | 内森·霍默·诺尔 · 美国         |                  | 1905年4月23日至1977年6月8日    | 1942年1月13日至1977年6月8日    | - 拒絕輸血之教義被提出，並且確立。 - 1946年8月22日，《安慰報》（Consolation）更名爲《警醒！》。 - 1949年9月3日，公開在布洛克林总部向董事会宣布新世界圣经翻译委员会的存在，其具有爭議之圣经新世界译本就此開始。 |
| 第4任 | 弗雷德里克·威廉·弗朗茨 · 美国 |                  | 1893年12月12日至1992年12月22日 | 1977年6月22日至1992年12月22日  | - 在曾經揭露的新世界譯本聖經其中五位译者的身份，弗雷德里克·威廉·弗朗茨為其中一位，且僅有其具有翻译所需的相关知识。 |
| 第5任 | 米尔顿·乔治·韩素尔 · 美国     |                  | 1920年8月9日至2003年3月22日    | 1992年12月30日至2000年10月7日  | - 米尔顿·乔治·韩素尔任內，耶和华见证人长老团从守望台圣经书社社董事会分离。最后，中央长老团的所有成员都辞去守望台社的职务，不再担任法人职务。韩素尔的下一任社堂·A·亚当斯并不是中央长老团成员，只是单纯的法人代表。 |

## 争议

### 不輸血
由於耶和華見證人基於信仰理由，堅決採取不輸血的醫療方式，並且隨身攜帶不可輸血醫療指示折頁卡。至於不輸血的立場令部份必須要進行輸血手術的醫生陷入兩難之地，如果不理會病人的宗教禁忌而強行輸血，有可能面臨信徒（病人或其家屬）的控訴。反之，配合不輸血若手術失敗，也不乏耶和華見證人信徒興訟，指控醫療疏失控诉。
第一宗耶和華見證人激發醫學界注意的事件發生在1994年8月28日，當時一位醫生在知道病人之宗教禁忌下，認為病人的最高利益是性命，而替該病人進行輸血的醫療方法。結果，當事人以不尊重自身的宗教立場而向醫生提出控訴，最高法院裁決該病人的最高利益是其信仰自由，故裁定該醫生侵犯了病人的自決權而被判罰款。
耶和華見證人曾於出版品守望台雜誌中說明對於不輸血應該堅持的程度，提到：基督徒在今日也必須忠貞不移，堅決拒絕違反上帝的律法，即使這樣行會令他們在世俗政府手中遭受若干懲罰。更介紹一位14歲耶和華見證人少女在面臨必需接受輸血療程時，她認為：
|                                        | 輸血是一項侵犯她身體的行動，其實與強姦無異 |
| ——守望台宣揚耶和華的王國 1991年7月15日 |                                            |

因耶和華見證人的不輸血的立場，確實引起了醫學界的注意，促進了無血醫療技術的發展。無血醫療技術的發展主因，為的是減少在手術中輸血受感染的機率，和增加手術的靈活性。經過醫學界在醫療技術的努力，美国南加利福尼亚大学医院在2001年2月21日，成功使用新的醫療技術拯救了耶和華見證人信徒家庭的一個七个月大的男婴，成為世界上第一宗完全沒有输血的肝脏移植手术。耶和華見證人都積極支持無血手術的發展。
基於拒絕輸血療程的堅持，衍生出2種結果：

#### 成功案例
- 2010年3月12日[说明 2]：臺灣高雄少女方語涵，因猛爆性心肌炎而心臟衰竭，在都信仰耶和華見證人的父親方懷德和母親堅持下拒絕輸血療程，過程中曾經心臟停止跳動30小時，所幸在不輸血的情況下，高雄長庚醫院林盈瑞醫師使用葉克膜在6天內救回一命[28][29]。

#### 爭議案例
- 2000年2月29日[说明 3]：日本耶和华见证人拒绝输血案，一名耶和华见证人的信徒因医院擅自在手术中为其输血，导致其人格权受侵害的案件。该案最终由日本最高法院判定医院违法[司法 1]。
- 2002年5月31日[说明 4]：臺灣耶和華見證人成員林雅各2002年5月28日騎乘重型機車發生車禍，林口長庚醫院因其身分禁止輸血，改用高壓氧治療仍死亡，卻反遭家屬林金生、林潘金英以醫療設備不足及醫護人員操作不當為由，提告求償新台幣700多萬元[30]；民事部分認相關醫務人員袁立仁以及柯秀惠無過失免賠，長庚醫院因設備不足有過失而判賠；刑事部分兩人於一審判決無罪，二審撤銷以業務過失致死罪判刑，惟經上訴三審後撤銷發回，嗣後檢察官撤回上訴，兩人無罪定讞。[司法 2][司法 3]。
- 2011年5月6日[说明 2]：澳大利亞女子柯克蕾[注 3][注 9]在發生車禍後嚴重失血，又因信仰耶和華見證人拒絕輸血療程，醫師只好尋找替代方案，從美國空運10單位以牛隻血漿製成的人造血HBOC-2-1爲其輸血[31]，但是此舉仍違反耶和華見證人禁輸血的規定：上帝告訴我們的始祖挪亞，人可以吃動物的肉，但卻不准以其他動物的血去維持自己的生命[WT 4]。

### 哈米吉多頓
耶和华见证人等待上帝的大日子到来，铲除世上一切邪恶势力，通過审判官耶穌基督和144000个忠心睿智的奴隶执行审判。耶和華見證人曾4次预言世界末日，包括聖經研究者（耶和华见证人之前稱）創始人查尔斯·泰兹·罗素曾發表文章宣告「外邦人的日期」（路加福音21:24）會在1914年結束，是耶穌基督在天上登基成為上帝所立君王的年份，亦發生了第一次世界大戰；1975年，則是人類被造6,000年。1993年，守望台承認其「早期的領導者提倡不完全的，甚至不準確的概念」。并且也说明“耶和华见证人也是由地上不完美的人所组成的，不可能在任何主张上都十全十美，也不可能完全不犯错误，但都会力求按照圣经的意思而不是根據传统或者既有的想法去解释。”按照耶和华见证人解释，世界末日并非可怕的日子，而是天上王国开始統治地球的日子。
|                               | 聖經不是説地球會被炸毁或被冰封，而是説整個地球將會變為樂園。 |
| ——世界末日—未必是你想像的那樣 |                                                              |

### 组织纪律
部分批评者指控如果发生性虐待等事件的话，耶和华见证人的组织纪律可能会使犯罪者得到包庇。因为如果虐待报告被证实，如果身体上没有被虐待的证据的话，需要有两个以上的证人或者被告承认其犯罪。因此批评者怀疑因为同为信徒，可能即使有人知道实情也不愿站出来说话，以免使得组织介于尴尬的境地。
官方解釋：一旦发现或接到举报有淫乱、通奸等类似的严重违反《圣经》原则的情况或行为（当然若是涉及到强奸等罪的话同时也违反了所在国或地区的相关法律），会众内部会成立司法委员会对这些问题进行调查。一旦核实，当事人会立即被开除，并在会众当中宣布。守望台官方也曾多次在其出版的杂志和书刊（都为非卖品）上印有鼓励其成员若是发现其他成员有严重的违反《圣经》原则的生活习惯（但并未触犯所在国或地区的法律。如在双方都自愿的情况下发生的婚前性行为等等，这在大多数国家都不违法但却與《圣经》的道德原则不符）或虽不严重但多次被劝诫仍不愿意改正的情况报告给长老。并说明长老会进行进一步督导，若是对方仍不愿做出改正则要被会众开除。耶和华见证人保护儿童的官方政策谈及报告儿童性虐待程序时说，长老要遵守报告性犯罪者的所有合法需求，包括报告法律所需的未经证实的或者没有确切证据的主张来惩罚恋童癖者。还有着重强调受害人通告当局的权利，如果他们愿意这样做的话。一个名叫Religious Tolerance.org的网站关于儿童性虐待案件的文章指出，"守望台社建议受害人的父母或者监护人 — 甚至被告人自己— 向警察报案。"

### 財務

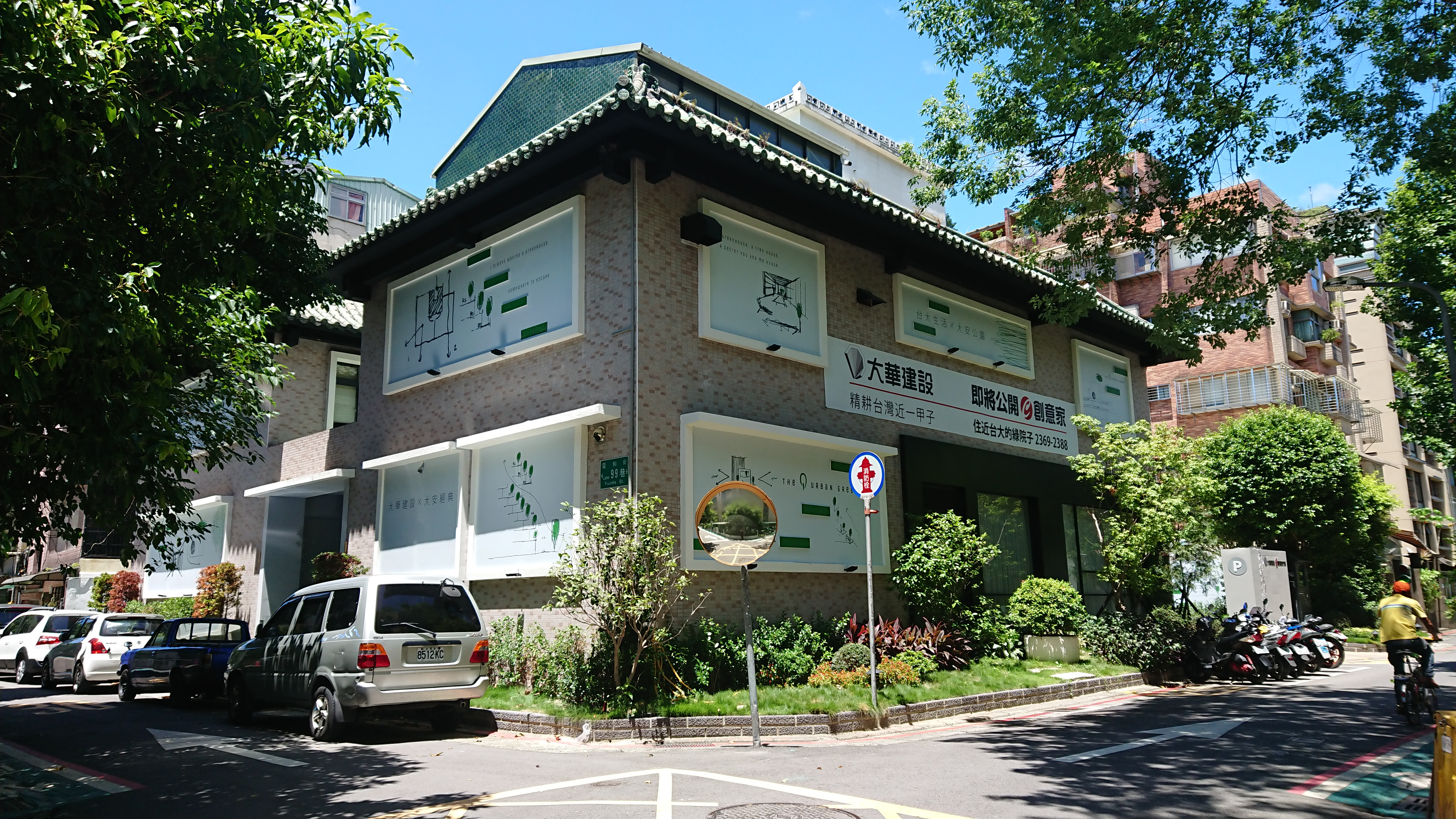
一處位於台灣台北市大安區，原為耶和華見證人之法人登記<財團法人美國賓夕法尼亞州守望台聖經書社台灣分社>所擁有之房地產，現已易主

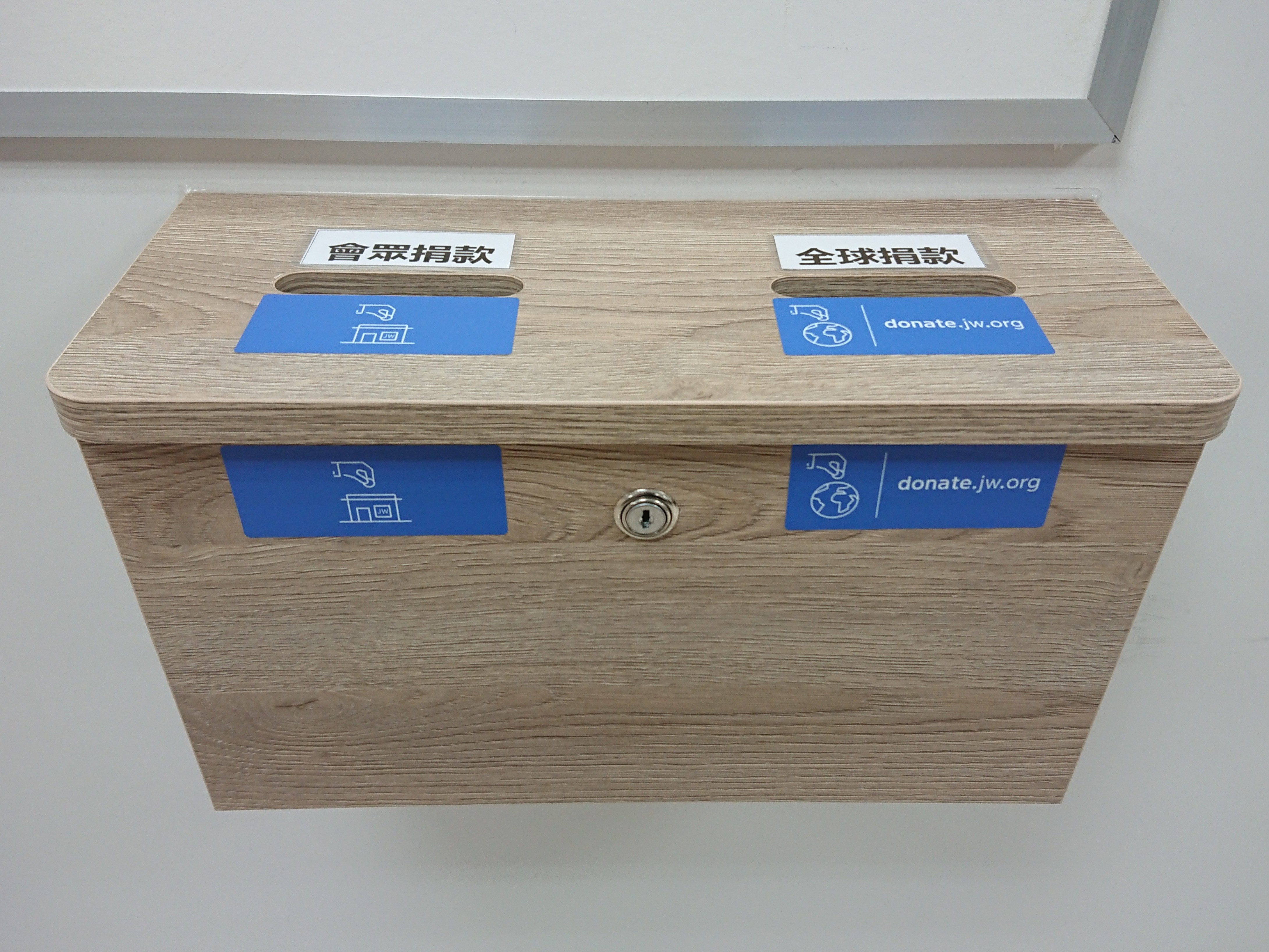
設置於耶和華見證人王國聚會所的奉獻箱

耶和華見證人在財務支出與收入上表明與其他團體作法不同，有別於各地法規對於公開發行公司有公開財報之義務，相對宗教團體並無相關規範，以至於若有任何舞弊、不法，外界皆難以得知。

#### 收入
耶和華見證人宣稱其收入來自不記名自願捐款，在各出版品封面內頁更會明文紀載「這項工作靠自願捐款提供經費」，不會在聚會中傳遞奉獻袋、奉獻盤收集十一奉獻，可以依需求開立捐款證明供報稅使用。然而除耶和華見證人所述之自願捐款收入外，其也靠交易房地產賺取收入，交易訊息如下：
- 2004年：美國紐約市布魯克林360 Furman Street[map 2]，售价約2.05亿美元[WT 7]。
- 2012年：美國紐約市67 Remsen Street[map 3]，售价約325萬美元[41]。
- 2012年：美國紐約市布魯克林高地Bossert at 98 Montague Stree[map 4]，售价約8100万美元，博塞特旅館（英语：Hotel_Bossert）[注 1][注 10]。
- 2015年：香港九龍塘根德道12、14號[map 5]，售价約港幣5.5億元[42][exr 1][exr 2][exr 3][exr 4]。
- 2016年：台灣台北市大安區雲和街99巷5號(龍泉段一小段312、314、315、318地號土地及其地上建物)[map 6]，售价約新台幣6.1億元[43][44]，原財團法人美國賓雪法尼亞州守望台聖經書社台灣分社所在地[exr 1][exr 2][exr 3][exr 5]。

在出版品中，耶和華見證人鼓勵幼童、青少年將零花錢捐獻出來，也鼓勵成年人以不同方式捐獻財產：
- 捐獻箱：放置於各王國聚會所，採不記名捐獻
- 禮物：捐獻珠寶、首飾或其他貴重物品，並且要附上函件表明這些物品是無條件贈送的
- 有條件的捐款安排
- 無條件的捐獻
- 保險
- 年金
- 透過金融機構捐獻[官網 9]
  - 銀行帳戶轉帳
  - 支票或匯票：依據不同所在地，須配合當地法人組織名稱開立抬頭
    - 美國：Watchtower Bible and Tract Society of New York, Inc.
    - 台灣：財團法人美國賓雪法尼亞州守望台聖經書社台灣分社
    - 香港：Jehovah's Witnesses of Hong Kong
    - 澳門：Association of Jehovah’s Witnesses

  - 信用卡：在官方網站刷卡，可單次捐款或按月捐款[官網 10]
- 股票債券
- 房地產
- 遺囑信託
- 預先計劃的捐獻

#### 支出

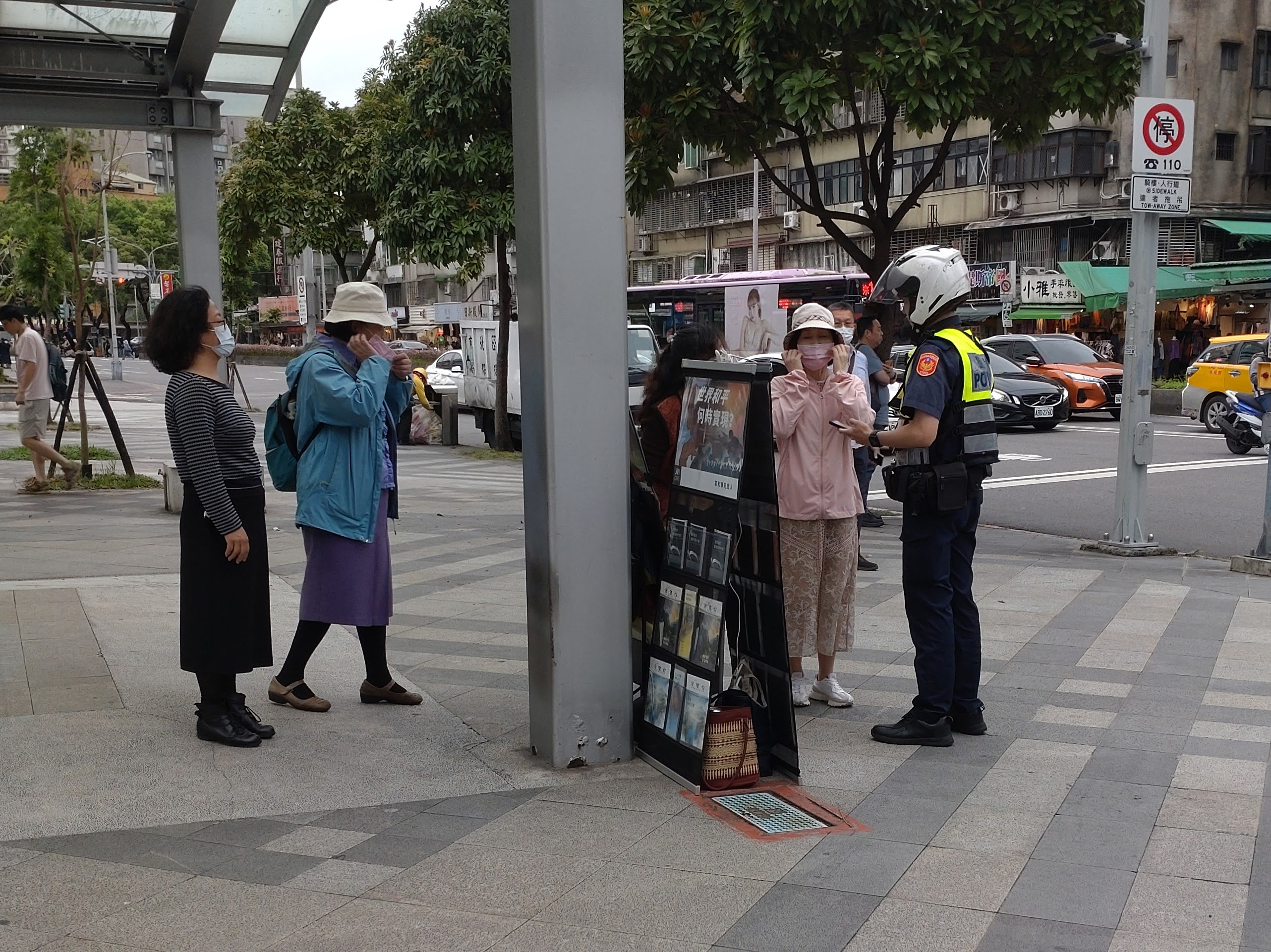
耶和華見證人藉由傳道員在外發放宣傳品招募新成員，然而此舉有可能違反當地法令。图为台湾台北市警察正在取缔违规的耶和华见证人摊位

人力成本為一個組織中最大支出，在耶和華見證人以外其他教會之工作人員可能靠在教會內工作做為主要收入來源，耶和華見證人藉由宣傳其為耶和華的組織，使追隨者認為可藉由為耶和華見證人付出勞力、時間、財務以達到為耶和華效力之目的。基此，支出部分可省下組織內工作人員之薪水開銷。
與其他教會相同之處，在於耶和華見證人中也有參與者在無其他稳定收入情況下，在組織內服務獲得發放金錢，用來支付交通費及其他開銷，但其強調不會被視為薪水，以區隔和其他教會的差異性。
官方宣稱捐款將用於支付印製聖經書刊、興建和保養王國聚會所，然實際上卻有部分捐款被用於支付薪水和因包庇性侵害案件，而被法院裁定支付之罰金。

### 扬弃高等教育
耶和華見證人的教條沒有禁止成員接受高等教育，但經常提及接受高等教育的代價，強調屬靈教育應優先於世俗教育，世俗教育伴隨而來的是高等教育學費昂貴（甚至持續增加）、大學風氣的敗壞、吸毒、縱酒、作弊、戲弄新生、學業壓力等問題十分普遍，藉此減少對成員的屬靈危害，但是並非規定，每一位成員必須自行決定是否接受額外教育和接受多少教育。
|                                  | 高等教育可能會危害人的信仰和道德觀。 |
| ——耶和华见证人对教育有什麽看法？ |                                      |

耶和華見證人中央長老團成員安東尼莫里斯三世曾公開宣稱接受高等教育在個人精神修養上來說是危險的，反對信徒接受世俗的大學教育，依據皮尤研究中心調查發現只有9%的耶和華見證人的孩子能夠獲得大學學士學位，這遠低於美國全國30.4%的平均水平，也是所有信仰宗教團體中最低的。

### 冒用名義
由于本身教义异于主流，为使所教导之观点获得认同，故耶和华见证人會以歷史學者、知名人士、学者、出版品等取与其观点相同处，擷取有利於其之部分文字來支持其观点正当性，包括：
- 艾萨克·牛顿[说明 9]：用于支持非三位一体教义[守 13]。
- 威廉·惠斯頓（英语：William_Whiston）[注 12][说明 9]：用于支持非三位一体教义[守 13][警 3]。
- 北亞利桑那大學宗教系副教授贾森·贝东[注 13]：宣稱其研究過9部主要的英語聖經譯本之後，説：新世界譯本是所有接受評比的譯本中最準確的，藉以支持外界質疑新世界譯本之準確性。然對贝东对新世界译本的批评卻予以忽略，在新約聖經希腊原文所没有出现的「耶和華」字眼擅自加上237次[官網 14][56][守 14]。
- 大英百科全书：用于支持非三位一体教义，在出版品中引用其片段字句「三位一体的字眼或者明显的教义都没有出现在新约」[WT 8][57]。
- 新美国标准圣经参考版（1971年版）：新世界译本圣经译者的身份中，仅有弗雷德里克·威廉·弗朗茨被认可具有翻译圣经所需知识，其馀为不被认可或不曾公开过，无从考究相关人员素质[58]，对此，耶和华见证人表示其他圣经译本的翻译委员会也有类似的做法[WT 9]，以迴避外界質疑。

### 極端言論
耶和华见证人在官方出版品宣称其为世界上唯一的真教会、正确的宗教及上帝组织，人們应当脱离错误的宗教，然后加入正确的宗教，用行动拥护正确的宗教，能带来真正的快乐。
基此，耶和華見證人也藉由介紹其他部分成員從其他信仰改信奉耶和華見證人之案例，以宣傳「棄暗投明」。而对于其他团体皆曾经发表批评言论，或以图画方式表达讽刺、戏谑、鄙视，包括：
- 聯合國(及國際聯盟)：為但以理和約翰記載的異象，其中提到的八個強大的政權，有兩只角的野獸，慫恿人給有的個頭的野獸造個像[守 17]。
- 英國及美國：官方用詞為「英美世界霸权」[WT 15]，宣稱在启示录第13章，约翰提到一只有七个头的野兽，在末世这个霸权会有着举足轻重的地位[守 18]。第一次世界大战期间，美国成为英国的坚定盟友，两国组成了英美联合世界霸权。这时，英美世界霸权就成了野兽的第七个头[守 19]。
- 概括式評論：部分情况下，在评论(或图片)中，并非直接点名任何团体[说明 6]，采概括式的批评，借此强调其优越性及其他團體之低劣性，例如：
  - 巴比伦教会：包括所有鼓吹错误道理的教会[WT 16]，然而耶和华见证人认为仅有自身教导为正确，故包含天主教、东正教、基督新教皆属其中。

### 歧视
在耶和华见证人的信条中強調全世界人类都是上帝的儿女，不应当有性别、种族偏见，出版品也常见深色肤种人处于气氛欢乐情况图片、照片但直至1999年，才有首位黑人塞繆爾·赫德被任命为中央长老团成员。
|  | 耶和华见证人不会试图改革这个制度，包括它的法律和对种族，肤色或语言的强烈偏见。.......如果地区法规定某些隔离做法，那么耶和华见证人不会藐视这些法律 |

黄金时代杂志（The Golden Age）更对于黑人认为是一种咒诅：
|                             | 問：圣经中有没有揭示黑人起源的东西？ 答：一般认为诺亚在迦南所说的诅咒是黑人种族的起源。当挪亚说：“迦南受咒诅，仆人的仆人必归于他的弟兄”的时候，他肯定是在描绘有色人种的未来。他们一直是，也是一个仆人的种族。世界上没有一个仆人像一个黑色的仆人一样好，他从忠心服务中获得的快乐是世界上最纯粹的喜乐之一 |
| ——The Golden Age 1929-07-24 | |

然而時隔58年後官方宣稱已經否決該觀點。

## 相關著作
以下介紹的是非官方提及耶和華見證人之相關文字出版或是影視(包含其相關議題、形象)：

### 文字出版

#### 書籍
- 《遇見耶和華見證人》：張逸萍著，天道書樓
- 《耶和華見證人的真相》：安克伯(John Ankerberg)、韋爾登(John Weldon)著，天道書樓，ISBN：9622083471

#### 期刊
- 《鑑識者雜誌》：1954, Jun, p.131

### 影視作品

#### 電影
- 《儿童法案》[注 16]：劇情敘述一位未成年白血病患者，因信仰耶和华见证人所以拒绝接受输血治疗。父母作为监护人基于信仰原因同样反对输血治疗，然而医院基于人道主义原因要求强迫输血。这一争议被送上了法庭，而家庭处在破裂边缘的女法官应决定如何裁判。
- 《初來報到》[注 1][注 17]：由波蘭籍前耶和華見證人信徒卡米菈[注 18]發起在網際網絡募款(目標為歐元20,000元[exr 6])拍攝。故事大綱為愛爾蘭少女梅格與男朋友發生了性行為後，被會眾3位長老召見，具體且露骨的詢問其性經驗，傳遞許多信仰耶和華見證人青年的集體經驗。規劃於2020年2月展開電影拍攝工作[60][61]。
- 《蒙娜麗莎的詛咒》：劇中呈現紐約城市一景時，畫面停留於守望台聖經書社在布魯克林的總部。

### 出處
1. ↑  張逸萍. . 異端系列.   [2020-06-28]. （原始内容存档于2021-03-12）.
2. ↑  . 國立成功大學中國文學系，宗教與文化硏究室. 2001: 39  [2019-11-10]. （原始内容存档于2021-04-01）.
3. ↑  艾利克森(Millard J. Erickson). . 華神. 2000-08-01: 23  [2019-11-10]. ISBN 978-957-0471-05-2. （原始内容存档于2021-04-01）.
4. ↑  North American Taiwanese Professors Association; 台灣人權促進會. . 台灣人權促進會. 1989: 82  [2019-11-10]. （原始内容存档于2021-04-01）.
5. ↑  國史館 (China : Republic : 1949- ). 臺灣文獻館. . 國史館臺灣文獻館. 2006: 86  [2019-11-10]. （原始内容存档于2021-04-01）.
6. ↑  《中國大百科全書‧26》，北京；上海：中國大百科全書出版社，第二版，26-144頁
7. ↑  . 东方出版社. 1993: 926  [2019-11-10]. （原始内容存档于2021-04-01）.
8. ↑  Rogerson, Alan. . Constable & Co, London. 1969: 6. ISBN 978-0094559400.
9. ↑  Russell, Charles. . Zion's Watch Tower. 1894-04-25: 55–60. This is a business association merely ... it has no creed or confession ... it is merely a business convenience in disseminating the truth.
10. ↑  編譯張沛元. . 自由時報. 2017-04-22  [2018-11-20]. （原始内容存档于2021-04-01）.
11. ↑  Van Voorst, Robert E. . Cengage Learning. 2012: 288  [2019-11-10]. ISBN 978-1-1117-2620-1. （原始内容存档于2021-04-27）.
12. ↑  Penton, M.J. . University of Toronto Press. 1997: 172. ISBN 978-0-8020-7973-2.
13. ↑  Penton, M. James. . University of Toronto Press. 1997: 58-62. ISBN 978-0-8020-7973-2.
14. ↑  . . Watchtower Bible and Tract Society. 2015: 17–19  [2019-11-10]. （原始内容存档于2021-03-23）.
15. ↑  . The Watchtower. 1990-03-15: 19  [2019-11-10]. （原始内容存档于2020-12-09）.
16. ↑  Robert M. Bowman Jr, 《Understanding Jehova's Witness》,Grand Rapids MI: Baker Book House, 1992年;
17. ↑  Samuel Hass: "While this work indicates a great deal of effort and thought as well as considerable scholarship, it is to be regretted that religious bias was allowed to colour many passages." (《圣经文献杂志》,1955年12月,283页)。大部分新世界译本源自1984版.
18. ↑  “在任何特定的事例上，所做的譯文均有商榷的餘地。但是，我從來沒有在新世界譯本裡，發現有任何出於偏見的意圖，要使經文表露本身並不含有的意思。”（《鑑識者雜誌》,1954年6月,131页）
19. ↑  .   [2020-08-17]. （原始内容存档于2021-03-23）.
20. ↑   (PDF).   [2018-08-02]. （原始内容 (PDF)存档于2019-07-03）.
21. ↑  Rogerson, Alan, Millions Now Living Will Never Die: A Study of Jehovah's Witnesses, Constable, London, 1969. pp 55-56: "In 1931 came an important milestone in the history of the organisation. For many years Rutherford's followers had been called a variety of names: 'International Bible Students', 'Russellites', or 'Millennial Dawners'. In order to distinguish clearly his followers from the other groups who had separated in 1918 Rutherford proposed that they adopt an entirely new name - Jehovah's witnesses."
22. ↑  .   [2018-02-03]. （原始内容存档于2020-03-16）.
23. ↑   (PDF). （原始内容存档 (PDF)于2020-05-18）.
24. ↑  输,还是不输? （页面存档备份，存于），丁林，《视野》，2004年第11期
25. ↑  無血外科手術在美國醫院日益普及 （页面存档备份，存于），巴洛克，美國之音，2006年6月02日
26. ↑  Minimally invasive surgery, Fuchs KH, Endoscopy. 2002 Feb;34(2), pp.154-9（英文）
27. ↑  面对生命和信仰的两难处境 的存檔，存档日期2005-12-03.
28. ↑  吳芝宇、林澄洋. . 東森新聞. 2010-03-12  [2018-07-29]. （原始内容存档于2020-07-03）.
29. ↑  方志賢. . 自由時報. 2010-03-11  [2018-08-05]. （原始内容存档于2021-04-01）.
30. ↑  張禕呈、卓煥鈞. . 東森新聞. 2014-09-11  [2016-08-14]. （原始内容存档于2021-04-01） （中文（臺灣））.
31. ↑  蔡佳慧. . 蘋果日報. 2011-05-06  [2017-11-16]. （原始内容存档于2020-06-01） （繁体中文）.
32. ↑  Franz, Raymond. . Commentary Press. 2007. ISBN 0-914675-23-0.
33. ↑  Robinson, B.A (2005).  （页面存档备份，存于）, Religious Tolerance.org Retrieved Mar 3, 2006.
34. ↑  Tubbs, Sharon (Aug. 22, 2002), "Spiritual shunning" 的存檔，存档日期2006-05-22., St. Petersburg Times. "另一个教会性丑闻" （页面存档备份，存于） (2003年4月29日). CBS News.
35. ↑  Cutrer, Corrie (2001年3月5日). "见证人领导被控包庇性骚扰者" （页面存档备份，存于）, Christianity Today.
36. ↑  “耶和华见证人和儿童保护” 的存檔，存档日期2006-01-18. (2003). Jehovahs Witnesses Office of Public Information
37. ↑  參考Jehovah's Witnesses (WTS) Policies & examples of child sexual abuse （页面存档备份，存于）
38. ↑  .   [2009-07-23]. （原始内容存档于2021-03-12）.
39. ↑  中華民國內政部. .   [2021-04-04]. （原始内容存档于2021-04-04）.
40. ↑  . 風傳媒. 2018-10-23. （原始内容存档于2021-04-04）.
41. ↑  . BROOKLYN HEIGHTS. 2012-10-10  [2018-08-01]. （原始内容存档于2021-04-01）.
42. ↑  . 地產站. 2015-08-19  [2018-08-04]. （原始内容存档于2022-02-01）.
43. ↑  . 內政部不動產交易平台. 2015-12-05  [2018-07-28].
44. ↑  . 自由時報. 2014-03-31  [2018-07-18]. （原始内容存档于2021-04-01） （中文（臺灣））.
45. ↑  .   [2018-07-29]. （原始内容存档于2020-08-06）.
46. ↑  .   [2021-01-29]. （原始内容存档于2021-04-01）.
47. ↑  曹婷婷. . 中國時報. 2014-02-09  [2018-07-30]. （原始内容存档于2021-04-01）.
48. ↑  . Leicester Mercury. 2016-07-08  [2018-07-29]. （原始内容存档于2016-09-26）.
49. ↑  Dorian Hargrove. . San Diego Reader. 2018-03-02  [2018-07-29]. （原始内容存档于2021-04-01）.
50. ↑  Dorian Hargrove. . San Diego Reader. 2017-11-10. （原始内容存档于2021-04-01）.
51. ↑  .   [2018-08-17]. （原始内容存档于2021-04-01）.
52. ↑  雅思. . 凱風網.   [2017-11-16]. （原始内容存档于2018-01-29）.
53. ↑  . Pew Research Center. 2015-05-12  [2019-06-24]. （原始内容存档于2020-06-01） （英语）.
54. ↑  .   [2018-12-12]. （原始内容存档于2021-04-01）.
55. ↑  . Encyclopædia Britannica.   [2019-07-01]. （原始内容存档于2021-04-30）. 整段原文為：Neither the word Trinity nor the explicit doctrine appears in the New Testament, nor did Jesus and his followers intend to contradict the Shema in the Old Testament:....Thus, the New Testament established the basis for the doctrine of the Trinity.
56. ↑  .   [2018-02-03]. （原始内容存档于2020-03-16）.
57. ↑  . 耶和華見證人——上帝王國的宣揚者. 1993年  [2019-01-20]. （原始内容存档于2020-12-09）.
58. ↑  .   [2020-02-09]. （原始内容存档于2020-02-08）.
59. ↑  .   [2020-02-09]. （原始内容存档于2020-12-09）.

### 官方出版品
- 官網

1. ↑  耶和華見證人简介－全球組織和工作規模 （页面存档备份，存于），《耶和華見證人簡介》
2. ↑  . 耶和華見證人官網：我們的出版工作.   [2020-07-14]. （原始内容存档于2021-04-01）.
3. ↑  . 耶和華見證人官網：聖經問答. 2019-07-19  [2019-07-19]. （原始内容存档于2019-07-19） （中文（臺灣））.
4. 1 2  . 耶和華見證人官網：常見的問題. 2019-01-21  [2019-01-20]. （原始内容存档于2017-08-13） （中文（臺灣））.
5. ↑  .   [2022-06-03]. （原始内容存档于2020-01-22）. 耶和華見證人的組成是以會眾為單位的，每群會眾都由一個長老團督導。不過，長老沒有領薪水，他們跟一般信徒之間也沒有階級之分。（馬太福音10:8；23:8）耶和華見證人不會要求信徒繳納什一奉獻，也不會在聚會中傳遞奉獻袋。（哥林多後書9:7）耶和華見證人的活動都是由自願捐款維持的，而且這些捐款都不記名。
6. ↑  . 2015-12-07  [2018-07-19]. （原始内容存档于2016-12-06） （中文（中国大陆））.
7. ↑  . 耶和華見證人官網：新聞室. 2013-01-01  [2018-07-28].
8. ↑  .   [2018-08-04]. （原始内容存档于2017-03-02）.
9. ↑  .   [2018-11-19]. （原始内容存档于2018-09-19）.
10. ↑  . 耶和華見證人官網：常見的問題.   [2022-02-08]. （原始内容存档于2018-02-01） （中文（臺灣））.
11. 1 2  . 耶和華見證人官網：常見的問題.   [2018-09-19]. （原始内容存档于2021-04-01）.奉行正确宗教的团体里没有受薪的神职人员
12. ↑  . 耶和華見證人官網：常見的問題.
13. ↑  . 耶和華見證人官網：常見的問題.   [2018-07-29]. （原始内容存档于2018-01-27）.

- 守望台

1. ↑   (PDF). The Watchtower and Herald of Christ's Presence (Watch Tower Bible and Tract Society). 1931年, (10月1日): 第291頁  [2019-07-01]. （原始内容存档 (PDF)于2018-12-07）. Since the death of Charles T. Russell there have arisen numerous companies formed out of those who once walked with him, each of these companies claiming to teach the truth, and each calling themselves by some name, such as "Followers of Pastor Russell", "those who stand by the truth as expounded by Pastor Russell", "Associated Bible Students", and some by the names of their local leaders. All of this tends to confusion and hinders those of good will who are not better informed from obtaining a knowledge of the truth.
2. ↑   (PDF). The Watchtower Announcing Jehovah's Kingdom. 1960年, (10月1日): 第599頁  [2019-07-01]. （原始内容存档 (PDF)于2018-12-07） （英语）.
3. 1 2  . 守望台宣揚耶和華的王國(研讀版). 1991, (7月15日): 31  [2018-07-29]. （原始内容存档于2021-03-23）.
4. ↑   第10章. Brooklyn, New York, U.S.A.: Watchtower Bible and Tract Society of New York, Inc. 1993年.
5. ↑  . 守望台宣揚耶和華的王國(研讀版). 2013年, (11月15日)  [2018-07-29]. （原始内容存档于2021-03-23）.
6. ↑  . 守望台宣揚耶和華的王國. 1994年, (12月1日)  [2018-07-29]. （原始内容存档于2021-03-23）.
7. ↑  . 守望台宣揚耶和華的王國. 2014-09-11  [2018-07-18]. （原始内容存档于2021-03-23） （中文（臺灣））.
8. ↑  . 守望台宣揚耶和華的王國. 2000-01-01  [2018-07-18]. （原始内容存档于2021-03-23） （中文（臺灣））.
9. ↑  . 守望台宣揚耶和華的王國. 2009年8月1日: 第30页. （原始内容存档于2020-02-08）. ...捐款絕不會用來支付薪金
10. ↑  . 守望台宣揚耶和華的王國. 2005年, (10月1日): 第26頁至31頁  [2018-01-28]. （原始内容存档于2021-03-23）.
11. ↑  . 守望台宣揚耶和華的王國. 1982年, (11月1日): 第3頁至6頁.
12. ↑  . 守望台宣揚耶和華的王國. 1982年, (11月1日): 第3頁至6頁  [2018-08-17]. （原始内容存档于2021-03-23）.
13. 1 2  . 守望台宣扬耶和华的王国. 2014年, (4月1日): 第15页  [2018-08-27]. （原始内容存档于2021-03-23）.
14. ↑  . 守望台宣扬耶和华的王国. 1998年, (2月1日): 第32页  [2019-06-29]. （原始内容存档于2020-03-26）.
15. ↑  . 守望台宣揚耶和華的王國(研讀版). 1988年, (11月15日): 第28頁  [2018-12-30]. （原始内容存档于2021-03-23）.
16. ↑  . 守望台宣揚耶和華的王國(研讀版). 1981年, (6月15日): 第28至29頁  [2018-12-30]. （原始内容存档于2021-04-01）.
17. ↑  . 守望台宣揚耶和華的王國(研讀版). 2012年, (6月15日): 第13至14頁  [2018-12-24]. （原始内容存档于2021-03-23）.
18. ↑  . 守望台宣扬耶和华的王国(研讀版). 2012年, (6月15日): 第18頁  [2018-11-04]. （原始内容存档于2021-03-23）.
19. ↑  . 守望台宣扬耶和华的王国(研讀版). 2012年, (6月15日): 第15頁  [2018-11-04]. （原始内容存档于2021-03-23）.
20. ↑  . 守望台宣扬耶和华的王国(研讀版). 1987年, (2月15日): 第29頁  [2018-08-17]. （原始内容存档于2021-03-23）.

- 警醒！[注 7]

1. ↑  . 警醒！. 2012年9月: 第8页  [2018-02-22]. （原始内容存档于2022-08-18）.
2. ↑  . 警醒！. 2005-12-08  [2018-07-18]. （原始内容存档于2021-03-23） （中文（臺灣））.
3. ↑  . 警醒！. 2004, (8)  [2018-08-27]. （原始内容存档于2017-07-12）.
4. ↑   (PDF). The Golden Age. 1929-07-24: 第702页(連結檔案第479頁)  [2018-08-03]. （原始内容存档 (PDF)于2020-05-03）.

- 其他

1. ↑  .  （中文）. 耶穌所受的試探也表明世上所有的政府都是屬於魔鬼的。它們若不屬於魔鬼耶穌所受的試探也表明世上所有的政府都是屬於魔鬼的。它們若不屬於魔鬼，他向基督所提出的建議又怎可能成為一項真實的試探呢？
2. 1 2  . 上帝的王國統治了 (Watchtower Bible and Tract Society of New York, Inc.,Wallkill, New York, U.S.A.). 2014年: 第25页. 1919年後，一些叛離上帝組織的人心懷怨憤，不惜誹謗及中傷耶和華的忠僕......
3. 1 2  . 上帝的王國統治了 (Watchtower Bible and Tract Society of New York, Inc.,Wallkill, New York, U.S.A.). 2014年: 第48页. 耶和華指引受膏的弟兄採用"耶和華見證人"這個獨特的名稱......撒但也設法使我們跟世上的宗教混為一體，他得逞了嗎？當然沒有。作為上帝的見證人，我們這個獨特的身份比以往任何時候都鮮明。......我們的身份跟上帝的名是密不可分的。......正確的宗教已經堅立，"凌駕群峰"，並沒有被山群般的錯誤宗教所遮蔽。
4. ↑  . 快乐——怎样才能获致 (Watchtower Bible and Tract Society of New York, Inc.,Wallkill, New York, U.S.A.). : 第164頁至165頁  [2019-07-01]. （原始内容存档于2021-03-23）.
5. ↑  現今的耶和華見證人強調「那日子、那時辰、沒有人知道、連天上的使者也不知道、子也不知道、惟獨父知道。」（馬太福音24:36）至於1914年指的是「外邦人的日期」結束. 守望台聖經書社.
6. ↑  参考《组织起来，遵行耶和华的旨意》，第14章，保持会众的安宁和洁净，守望台圣经书社出版
7. ↑  . 耶和華見證人年鑑. 2005年: 第30页  [2018-07-29]. （原始内容存档于2021-03-23）.
8. ↑  . Brooklyn, New York, U.S.A.: Watchtower Bible and Tract Society of New York, Inc. 1989.
9. ↑  . 根据圣经而推理: 第317页.   [2018-12-24]. （原始内容存档于2021-03-23）. 這些年來，其他聖經譯本的翻譯委員會也有類似的做法。例如，《新美國標準聖經》參考版（1971年版）的護封上說：「我們沒有用任何學者的名字來推薦這部譯本，因為我們相信，上帝話語的價值，用不著由人來評說。」
10. ↑  . Brooklyn, New York, U.S.A.: Watchtower Bible and Tract Society of New York, Inc. : 第146頁.
11. ↑  . . Brooklyn, New York, U.S.A.: Watchtower Bible and Tract Society of New York, Inc. : 第151頁  [2018-12-11]. （原始内容存档于2021-03-23）. 看完上述特征，请问问自己：“哪个宗教团体总是根据圣经教导人，并传扬耶和华的圣名？......在世上所有宗教团体中，哪个完全符合这一切条件？”事实表明，答案是：耶和华见证人。
12. ↑  . . Brooklyn, New York, U.S.A.: Watchtower Bible and Tract Society of New York, Inc. : 第151頁  [2018-12-11]. （原始内容存档于2021-03-23）. 此外，我们必须脱离错误的宗教，然后加入正确的宗教。
13. ↑  . Brooklyn, New York, U.S.A.: Watchtower Bible and Tract Society of New York, Inc. : 第163頁.
14. ↑  . Brooklyn, New York, U.S.A.: Watchtower Bible and Tract Society of New York, Inc. : 第92、155頁.
15. ↑  .   [2018-11-04]. （原始内容存档于2021-03-23）.
16. ↑  . 上帝的王國統治了 (Watchtower Bible and Tract Society of New York, Inc.,Wallkill, New York, U.S.A.). 2014年: 第16、17页.
17. ↑  . 辨明圣经的真理: 第3、4、35、150页.   [2018-12-23]. （原始内容存档于2021-03-23）.
18. ↑  . 耶和华见证人年鉴. 2017年: 第50、53、59页  [2018-12-23]. （原始内容存档于2021-03-23）.
19. ↑  . 函授手冊: 第96页.   [2018-02-22]. （原始内容存档于2022-10-04）.

### 司法案件字號
1. 1 2  .   [2017-11-16]. （原始内容存档于2021-03-23）.
2. 1 2  臺灣高等法院99年醫上訴字第2號刑事判決
3. 1 2  臺灣高等法院100年醫上字第10號民事判決
4. 1 2  . 原告車禍當時雖為傳道人，每月由教會支持基本開銷......為宗教團體耶和華見證人之傳道
5. 1 2  .   [2023-08-19]. （原始内容存档于2023-08-19）. ......原告主張其為守望台聖經書社之教師，月薪資15,000元......又原告自承此段期間其僱主即訴外人守望台聖經書社仍有給付薪資予原告（見本院卷，第34頁），此並有前開扣繳憑單為證，顯見原告並未有薪資短收之所失利益......

### 說明
- 综合說明

1. ↑  A4大小文件，平時對折至A6大小。
2. 1 2  媒體報導日期。
3. ↑  法院判决日期。
4. ↑  當事人林雅各死亡之日期。
5. 1 2 3  部分事件之敘述、數據、出處、佐證資料過於單一(僅有耶和華見證人之出版品、官方網站或其他單一出處)，而所提到之當事人等可能又為匿名、化名，其真實性、可信度仍有待查證。而由政府機關所公告之內容，基於政府機關為管轄範圍內具有權威性、唯一性(包含但不限於司法調查權、行政調查權)，故不在此限。
6. 1 2 3 4  包含但不限於其他基督教派系、宗教性、政治性團體。
7. ↑  官方宣稱提供金錢目的為補貼開銷，不會被視為薪水。
8. ↑  受處份者為耶和華見證人之法人組織，理由為組織以有系統、計劃性的拒絕提交法院要求提交之性侵害案件證物，包庇加害者(為教會成員)免於受到司法機關追究，非因個別成員犯案而造成組織被訴請連帶賠償之責。
9. 1 2  於1881年守望台圣经书社成立时已经不在世。

- 翻譯說明

1. 1 2 3 4 5 6 7 8 9 10 11 12  為官方中文名稱。
2. 1 2 3 4  .   [2018-02-24]. （原始内容存档于2019-03-04） （英语）.與.   [2018-07-29]. （原始内容存档于2018-01-08） （中文）.
3. 1 2 3 4 5 6 7 8 9 10 11  無官方中文名稱。
4. ↑  查尔斯·泰兹·罗素之中文翻譯，英語原文爲Charles Taze Russell，取自.   [2019-06-30]. （原始内容存档于2019-06-30） （英语）. Charles Taze Russell與.   [2019-06-30]. （原始内容存档于2019-06-30） （中文）. 查尔斯·泰兹·罗素對照。
5. ↑  原文：The Elijah Voice Movement
6. ↑  原文：Eagle Society
7. 1 2 3 4  創刊時名爲黄金时代（原文The Golden Age），1937年更名安慰報（原文Consolation），1946年8月22日更为现名警醒!（原文Awake!） （页面存档备份，存于）。
8. ↑  内森·霍默·诺尔之中文翻譯，英語原文爲Nathan Homer Knorr，取自.   [2019-06-30]. （原始内容存档于2019-06-30） （英语）. Nathan Homer Knorr was born in Bethlehem, Pennsylvania, U.S.A.與.   [2019-06-30]. （原始内容存档于2019-06-30） （中文）. 内森·霍默·诺尔在美国宾雪法尼亚州的伯利恒出生對照。
9. ↑  原文：Tamara Coakley
10. ↑  原文：Hotel Bossert
11. ↑  原文：William Whiston
12. ↑  原文：Jason David BeDuhn
13. ↑  .   [2018-02-24]. （原始内容存档于2019-03-04）.
14. ↑  原文：Jehovah’s Witnesses do not try to reform this system of things, including its laws and its strong prejudices regarding race, color, or language
15. ↑  原文為The Children Act，中國大陸地區譯為《儿童法案》、中國香港譯為《少年法·内情》、台湾則譯為《判决》。
16. ↑  原文：法文Débutante
17. ↑  原文：Kamila

- 地理說明

1. ↑  40°30′35.27″N 80°0′56.65″W / 40.5097972°N 80.0157361°W
2. ↑  40°41′36.5″N 73°59′58.2″W / 40.693472°N 73.999500°W
3. ↑  40°41′40.7″N 73°59′44.4″W / 40.694639°N 73.995667°W
4. ↑  40°41′42.3″N 73°59′44.6″W / 40.695083°N 73.995722°W
5. ↑  22°20′21.2″N 114°10′35.8″E / 22.339222°N 114.176611°E
6. ↑  25°1′23.65″N 121°31′55.28″E / 25.0232361°N 121.5320222°E

- 匯率說明

1. 1 2  美元的國際地位在布雷顿森林体系中正式確立，即使該會議中建立的制度後來已瓦解，但美元的地位仍持續維持，國際間貿易與報價大多仍以美元計價，各國中央銀行的儲備資產都或多或少擁有一定比重的美元，故將非以美元支付之金額匯率轉換為美元。
2. 1 2  汇率转换结果仅供参考。
3. 1 2  匯率報價為.   [2018-07-30]. （原始内容存档于2021-05-06）.提供之歷史匯率。
4. ↑  以2015年8月19日匯率(港幣7.75319254602兌換美金1元)，港幣550,000,000元折合美金70,938,519.4211元。
5. ↑  以2016年12月5日匯率(新台幣32.0359800978兌換美金1元)，新台幣610,000,000元折合美金19,041,090.6155元。
6. ↑  以2020年2月1日匯率(歐元0.9014894073兌換美金1元)，歐元20,000折合美金約22,185元。

## 外部連結

### 官方網站
- 官方网站
- 聖經新世界譯本
- 守望台線上書庫 （页面存档备份，存于）
- JW電視網 （页面存档备份，存于）（多語言）

### 非官方網站
- BBC - Religion: Jehovah's Witnesses （页面存档备份，存于）（英文）
- ENGLISH-CHINESE / CHINESE – ENGLISH DICTIONARY OF THEOCRATIC WORDS & EXPRESSIONS, © 2002 Robert P. Hopwood (何御德)[永久]（英文）